# Chuyến bay 9 của British Airways
Chuyến bay 9 của British Airways, đôi khi được gọi bằng tên Speedbird 9 hoặc là sự cố ở Jakarta, là chuyến bay quốc tế theo lịch trình của British Airways từ sân bay London Heathrow ở London đến sân bay Auckland New Zealand, với 5 điểm dừng ở Bombay (nay là Mumbai), Ấn Độ, Madras (Ấn Độ), Kuala Lumpur (Malaysia), Perth (Úc) và Melbourne (Úc).
Vào ngày 24 tháng 6 năm 1982, chiếc máy bay Boeing 747-236B đã bay vào một đám mây tro núi lửa bởi sự phun trào của núi Galunggung (khoảng 110 dặm (180 km) về phía đông nam của Jakarta, Indonesia), dẫn đến sự ngừng hoạt động của tất cả bốn động cơ. Lý do cho sự ngừng hoạt động không rõ ràng ngay lập tức đối với phi công hoặc kiểm soát không lưu. Chiếc 747 đã được chuyển hướng đến Jakarta với hy vọng có thể khởi động lại đủ động cơ để cho phép nó hạ cánh ở đó. Máy bay lướt ra khỏi đám mây tro và tất cả bốn động cơ đã hoạt động lại bình thường (mặc dù một lần nữa ngừng hoạt động ngay sau đó), cho phép máy bay hạ cánh an toàn tại sân bay Halim Perdanakusuma ở Jakarta, Indonesia.

## Sự cố
Không lâu từ lúc 13:40 UTC (20:40 giờ Jakarta) trên Ấn Độ Dương, phía nam Java, phi công chuyến bay (cơ trưởng Eric Moody, 51 tuổi, cơ phó Roger Greaves, 32 tuổi, kỹ sư máy bay Barry Townley-Freeman, 40 tuổi) lần đầu tiên ghi nhận một hiệu ứng trên kính chắn gió tạo bởi núi lửa St. Elmo. Hiện tượng vẫn tồn tại sau khi Moody trở về từ nhà vệ sinh. Bất chấp radar thời tiết cho thấy bầu trời rõ ràng, phi hành đoàn bật động cơ chống băng và dây an toàn cho hành khách có dấu hiệu phòng ngừa.
Khi chuyến bay tiến triển, khói bắt đầu tích tụ trong khoang hành khách của máy bay; đầu tiên nó được coi là khói thuốc lá. Tuy nhiên, nó sớm bắt đầu dày hơn và có mùi lưu huỳnh đáng ngại. Hành khách có tầm nhìn về động cơ của máy bay qua cửa sổ lưu ý rằng chúng có màu xanh sáng khác thường, với ánh sáng chiếu về phía trước qua cánh quạt và tạo ra hiệu ứng stroboscopic.
13:42 UTC (20:42 giờ Jakarta), động cơ số 4 Rolls-Royce RB211 bắt đầu tăng vọt và nhanh chóng bốc cháy. Phi công ngay lập tức thực hiện thao tác khoan động cơ, nhanh chóng cắt nguồn cung cấp nhiên liệu và trang bị bình chữa cháy. Chưa đầy 1 phút sau, lúc 13:43 UTC (20:43 giờ Jakarta), 2 động cơ tăng vọt và bốc cháy. Trong vài giây, và gần như đồng thời, các động cơ 1 và 3 đã bốc cháy, khiến kỹ sư Barry Townley-Freeman phải thốt lên: "Tôi không tin rằng nó đã khiến cả bốn động cơ đều ngừng hoạt động!"
Nếu không có lực đẩy động cơ, chiếc 747 có một tỷ lệ trượt khoảng 15: 1, có nghĩa là nó có thể lướt về phía trước 15 dặm cho mỗi dặm nó giảm. Phi công đã nhanh chóng xác định rằng máy bay có khả năng bay trong 23 phút và bao phủ 91 hải lý (169 km) so với mức bay ở độ cao 37.000 feet (11.000 m). Lúc 13:44 UTC (20:44 giờ Jakarta), cơ phó Greaves đã tuyên bố tình trạng khẩn cấp cho trạm kiểm soát không lưu địa phương, nói rằng cả bốn động cơ đều bị hỏng. Tuy nhiên, trạm không lưu Jakarta đã hiểu nhầm, diễn giải cuộc gọi là có nghĩa là chỉ có động cơ số 4 đã ngừng hoạt động. Sau khi một chuyến bay Garuda Indonesia gần đó chuyển tiếp lời nói cho họ, kiểm soát không lưu đã hiểu chính xác thông điệp khẩn cấp. Mặc dù phi hành đoàn "vắt kiệt" thiết lập transponder khẩn cấp 7700, kiểm soát không lưu không thể định vị được chiếc 747 trên màn hình radar của họ.
Do những ngọn núi cao của Indonesia trên bờ biển phía nam của đảo Java, độ cao ít nhất là 11,500 feet (3.500 m) được yêu cầu để vượt qua bờ biển một cách an toàn. Phi hành đoàn quyết định rằng nếu máy bay không thể duy trì độ cao khi họ đạt tới 12.000 feet (3.700 m), họ sẽ quay trở ra biển và cố gắng hạ cánh xuống Ấn Độ Dương. Phi công bắt đầu các cuộc tập trận khởi động lại 4 động cơ, mặc dù nằm ngoài phạm vi tối đa của động cơ khởi động trong chuyến bay là 28.000 feet (8.500 m). Các nỗ lực khởi động lại không thành công.

Mặc dù thiếu thời gian, cơ trưởng Moody đã đưa ra một thông báo cho các hành khách được mô tả là "một cái của sự thiếu hiểu biết ": 
"Thưa các bạn, đây là cơ trưởng. Chúng tôi có một vấn đề nhỏ. Cả bốn động cơ đã ngừng lại. Chúng tôi đang làm hết sức để khiến chúng hoạt động trở lại. Tôi tin rằng các bạn không quá lo lắng." 
Khi áp suất trong cabin giảm xuống, mặt nạ oxy rơi xuống từ trần máy bay - một biện pháp khẩn cấp tự động để bù đắp cho việc thiếu không khí. Tuy nhiên, trên sàn máy bay, mặt nạ của cơ phó Greaves đã bị hỏng; ống đã tách ra khỏi phần còn lại của mặt nạ. Tâm trạng nhanh chóng quyết định hạ xuống ở độ cao 1.800 m mỗi phút đến độ cao nơi có đủ áp lực trong bầu khí quyển bên ngoài để thở gần như bình thường.
Ở độ cao 13,5 feet (4.100 m), phi công đang tiến gần đến độ cao mà họ sẽ phải quay qua đại dương và cố gắng vượt qua rủi ro. Mặc dù đã có hướng dẫn về quy trình hạ cánh trên mặt nước, nhưng không ai từng thử nó trong một chiếc 747. Khi họ thực hiện quy trình khởi động lại động cơ, động cơ số 4 cuối cùng đã khởi động, và vào lúc 14:00 UTC (21 giờ Jakarta), Moody đã sử dụng sức mạnh của động cơ để giảm tỷ lệ gốc. Ngay sau đó, động cơ số 3 khởi động lại, cho phép leo lên từ từ. Ngay sau đó, động cơ 1 và 2 cũng khởi động lại thành công. Sau đó, phi công đã yêu cầu và tiến hành tăng độ cao để bay qua những ngọn núi cao của Indonesia.
Khi máy bay tiếp cận độ cao mục tiêu, hiệu ứng của St. Elmo trên kính chắn gió trở lại. Tâm trạng buồn rầu trở lại; tuy nhiên, động cơ số 2 lại tăng vọt và ngừng hoạt động. Phi hành đoàn ngay lập tức hạ xuống và giữ 12.000 feet (3.700 m).
Khi chuyến 9 đến gần Jakarta, các phi công cảm thấy khó nhìn thấy bất cứ thứ gì qua kính chắn gió và thực hiện phương pháp này gần như hoàn toàn trên các thiết bị, mặc dù có báo cáo về khả năng hiển thị tốt. Các phi công quyết định bay hệ thống hỗ trợ hạ cánh của thiết bị (ILS); tuy nhiên, hệ thống dẫn đường thẳng đứng không hoạt động, vì vậy họ buộc phải bay chỉ với hướng dẫn bên khi cơ phó theo dõi thiết bị đo khoảng cách của sân bay (DME). Sau đó, anh gọi họ nên cao bao nhiêu ở mỗi bước DME dọc theo lối tiếp cận cuối cùng đến đường băng, tạo ra một con dốc trượt ảo để họ đi theo. Tâm trạng mô tả nó giống như "một chút giống như thương lượng theo cách của một kẻ lừa đảo". Mặc dù đèn đường băng có thể được tạo ra thông qua một dải nhỏ của kính chắn gió, đèn hạ cánh trên máy bay dường như không thể hoạt động. Sau khi hạ cánh, phi hành đoàn thấy không thể đi trên đường băng (taxi), do ánh sáng chói từ đèn pha tạp dề làm cho kính chắn gió đã bị đục.

## Điều tra

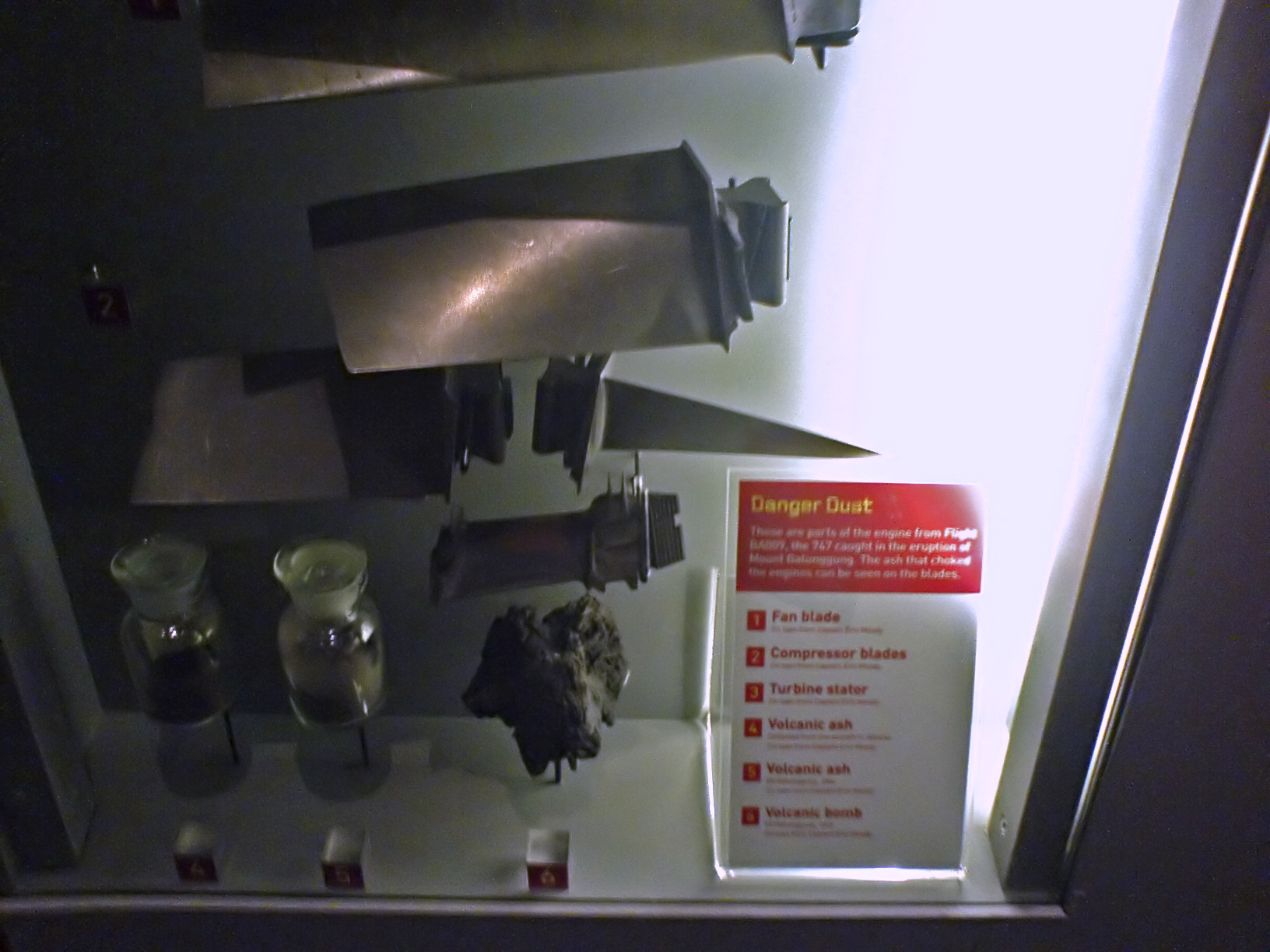
Các bộ phận động cơ bị hư hỏng từ chuyến bay 9 được trưng bày tại Bảo tàng Auckland, ảnh chụp ngày 4 tháng 7 năm 2008

Cuộc điều tra sau chuyến bay cho thấy các vấn đề của City of Edinburgh đã được gây ra do bay qua đám mây tro núi lửa từ vụ phun trào núi lửa Galunggung. Do đám mây tro khô, nó không xuất hiện trên radar thời tiết, được thiết kế để phát hiện độ ẩm trong các đám mây. Đám mây phun cát lên kính chắn gió và đèn hạ cánh và làm tắc nghẽn động cơ. Khi tro đi vào động cơ, nó tan chảy trong các buồng đốt và bám vào bên trong động cơ điện. Khi động cơ nguội đi từ khi không hoạt động, và khi máy bay bay ra khỏi đám mây tro, tro nóng chảy đông cứng lại và đủ để nó thoát ra để không khí lại chảy qua động cơ, cho phép khởi động lại thành công. Các động cơ có đủ năng lượng điện để khởi động lại vì một máy phát điện và pin trên máy bay vẫn hoạt động; năng lượng điện là cần thiết để dập lửa của động cơ.

## Hậu quả
Động cơ 1, 2 và 3 đã được thay thế tại Jakarta, cũng như kính chắn gió và các thùng nhiên liệu đã được dọn sạch tro đã đưa chúng qua ống dẫn áp lực, làm nhiễm bẩn nhiên liệu và yêu cầu phải xử lý. Sau khi máy bay được đưa trở lại London, động cơ số bốn đã được thay thế và công việc chính được thực hiện để đưa 747 trở lại hoạt động.
Mặc dù không phận xung quanh núi Galunggung đã bị đóng cửa tạm thời sau vụ tai nạn, nhưng nó đã được mở lại sau đó vài ngày. Chỉ sau khi một chiếc 747 của Singapore Airlines bị buộc phải tắt 3 động cơ của nó trong khi bay qua cùng một khu vực 19 ngày sau (13 tháng 7), chính quyền Indonesia đã đóng cửa không phận vĩnh viễn và định tuyến lại đường hàng không để tránh khu vực này; một chiếc đồng hồ đã được thiết lập để theo dõi những đám mây tro. Chuyến bay 9 không phải là cuộc chạm trán đầu tiên với vụ phun trào này - một chiếc Garuda DC-9 đã gặp tro bụi vào ngày 5 tháng 4 năm 1982. 

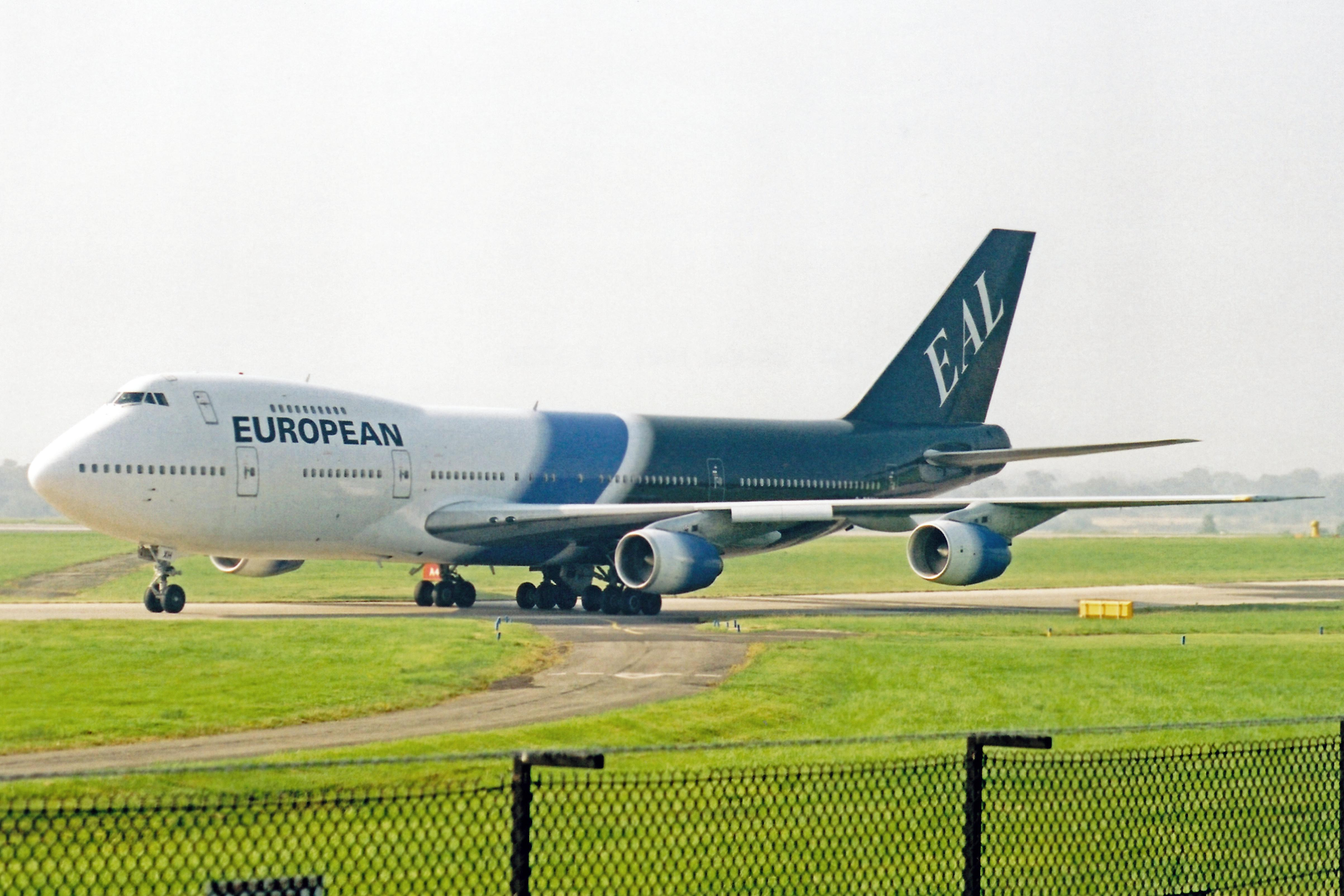
G-BDXH hoạt động cho European Air Chtr từ ngày 20 tháng 1 năm 2002 đến hết ngày 17 tháng 3 năm 2004. Ảnh trên chụp tại sân bay quốc tế Malé, Hulhulé, Malé, Maldives vào ngày 9 tháng 8 năm 2003

Các phi công đã nhận được nhiều giải thưởng khác nhau, bao gồm Khen thưởng của Nữ hoàng về dịch vụ có giá trị trong không trung cho tâm trạng, và huy chương từ Hiệp hội Phi công Hàng không Anh. Sau vụ tai nạn, phi hành đoàn và hành khách đã thành lập Câu lạc bộ trượt băng Galunggung như một phương tiện để giữ liên lạc. Chuyến bay không người lái của G-BDXH đã được ghi vào Sách kỷ lục Guinness khi chuyến bay dài nhất trong một chiếc máy bay không có mục đích (kỷ lục này sau đó đã bị phá vỡ bởi chuyến bay 143 của Air Canada năm 1983 và chuyến bay 236 của Air Transat năm 2001).
Một trong 263 hành khách, Betty Tootell, đã viết một cuốn sách về vụ tai nạn "Tất cả bốn động cơ đã ngừng hoạt động", đã tìm cách theo dõi khoảng 200 trong số 247 hành khách trên chuyến bay. Năm 1993, Tootell kết hôn với hành khách đồng nghiệp James Ferguson, người đã ngồi ở hàng ghế trước mặt cô. Sau đó, bà lưu ý: "Ngày 28 tháng 12 năm 2006 đánh dấu sự khởi đầu của năm trăng mật thứ 14 của chúng tôi và vào ngày 24 tháng 6 năm 2007, nhiều hành khách và phi hành đoàn sẽ không nghi ngờ gì khi tụ tập để kỷ niệm 25 năm cuộc phiêu lưu giữa không trung của chúng tôi".
British Airways tiếp tục khai thác chuyến bay 9 từ London Heathrow đến Sydney (mặc dù vào tháng 3 năm 2012, tuyến đã được chuyển sang Bangkok) và máy bay khai thác tuyến này hiện là một chiếc Boeing 777-200ER. City of Edinburgh, sau đổi tên thành City of Elgin, tiếp tục bay cho British Airways sau vụ tai nạn, trước khi được bán cho Hiến chương Hàng không Hàng không Châu Âu (European Air Chtr). Chiếc 747 đã được đưa ra khỏi dịch vụ vào ngày 17 tháng 3 năm 2004. Nó đã được báo cáo rằng vào tháng 9 năm 2009, nhóm môi trường 10:10 đã mua thân máy bay của City of Edinburgh để chế tạo thành các thẻ. Bất chấp một báo cáo của BBC về điều này, phần còn lại của thân máy bay đã được gỡ bỏ khỏi cơ sở vào thời điểm đó. [ cần dẫn nguồn ] Các thẻ, mang logo của chiến dịch, được cho là đeo vòng cổ hoặc vòng đeo tay để nâng cao nhận thức về công việc 10: 10, tổ chức này nhằm thuyết phục các cá nhân, tổ chức và doanh nghiệp giảm 10% lượng khí thải carbon trong năm 2010
Cơ trưởng Eric Moody đã trả lời phỏng vấn phiên bản tháng 7 năm 2010 của Flaps Podcast, nơi ông kể lại trải nghiệm của mình.

## Phim truyền hình
Bộ phim truyền hình Discovery Channel Canada/National Geographic Mayday năm 2007 có tựa Falling From the Sky hoặc All Engines Fails, trong đó có các cuộc phỏng vấn với phi hành đoàn và hành khách, và kịch tính hóa chuyến bay.